# سفارت ایالات متحده آمریکا در دهلی نو
سفارت ایالات متحده آمریکا در دهلی نو (به انگلیسی: Embassy of the United States) یک منطقهٔ مسکونی و نمایندگی سیاسی ایالات متحده آمریکا در هند است که در دهلی نو واقع شده‌است.